# Winneba
Winneba ist eine historische Küstenstadt von etwa 45.000 Einwohnern in der Central Region des westafrikanischen Ghana. Die Stadt liegt etwa 60 km westlich der Hauptstadt Accra an der Mündung des Ayensu und hat wie viele Küstenstädte Ghanas noch einen Akannamen: Simpa. Die Einwohner des Ortes werden daher auch Simpafo genannt und gehören überwiegend dem Akanvolk der Effutu an. Winneba ist auch die Hauptstadt des Awutu/Effutu/Senya-Distrikts in der Central Region. Der Name Winneba leitet sich von ‚windy bay‘ ab und wurde entsprechend dem einheimischen Dialekt ausgesprochen und eingeführt.

## Wirtschaft
Fischerei und Töpferei sind die hauptsächlichen Produktionszweige Winnebas. In der Kolonialzeit (s. Goldküste) war der Ort auch eine wichtige Hafenstadt, verlor diese Bedeutung allerdings nach dem Bau des Hafens von Takoradi 1920. Landwirtschaftlich ist hier die Hühnerzucht erwähnenswert und der Tourismus gewinnt aufgrund der Nähe zu Accra und wegen Winnebas kilometerlanger Sandstrände allmählich an Bedeutung.

## Kultur und Bildung
Winneba ist Sitz einer Universität (des University College of Winneba) und hat die einzige Sporthochschule des Landes. Über Ghana hinaus bekannt ist das sogenannte Aboakyer-Jagdfestival, bei dem eine Antilope im nahegelegenen Wildreservat mit bloßen Händen gefangen werden muss. In letzter Zeit wird diesem traditionsreichen Fest aber durch das erst 1920 auf europäischen Einfluss entstandene karnevalsähnliche New Year Fancy Dress Carnival der Rang abgelaufen.

## Geschichte
Winneba wurde um 1400 von Osimpan Bondzie Abe gegründet. Ende des 19. Jahrhunderts gehörte es zur kurzlebigen Fantiföderation. Ab 1632 gab es hier eine britische Faktorei; die spätestens 1644 wieder aufgegeben wurde; 1694 errichteten die Briten ein Fort; das sie 1812 aufgaben und sprengten. Während der Ashantiinvasion 1811 leisteten die Briten im Fort keinen Widerstand. Der damalige Kommandant des Forts, Henry Meredith, wurde anschließend angeklagt, sich unrechtmäßig Gold angeeignet zu haben, das ihm während der Invasion von Leuten aus Winneba anvertraut worden war. Er wurde im Februar 1812 ergriffen, misshandelt und anschließend unbekleidet durch brennendes Gras und Gestrüpp gejagt, bis er schließlich starb. Anschließend belagerten die Bewohner Winnebas das Fort so lange, bis der Nachfolger des getöteten Kommandanten keinen anderen Ausweg sah, als das Fort zu evakuieren und in die Luft zu sprengen. Als Vergeltung für die getöteten Weißen feuerten britische Schiffe noch lange Zeit danach beim Passieren der Reede von Winneba eine Breitseite ab. Im 19. Jahrhundert wurde an gleicher Stelle eine Kirche errichtet.

## Religion
Die erste christliche Institution in Winneba war eine Niederlassung der Methodistengesellschaft 1883. In den 1970er Jahren gab es aber allein 30 adventistische (bzw. heilende oder spiritistische) Kirchen in der Stadt und bereits in den 1930er Jahren war hier die adventistische Musama Disco Christo Church erfolgreich.

## Bekannte Personen
- Jacob Plange-Rhule (1957–2020), Medizinprofessor
- Alex Quaison-Sackey (1924–1992), Politiker und Diplomat